# Sitili Tupouniua

a Compétitions nationales et continentales officielles uniquement.

b Matchs officiels uniquement.
Sitili Tupouniua, né le 30 mai 1997 à Auckland (Nouvelle-Zélande), est un joueur de rugby à XIII néo-zélandais d'origine tongienne évoluant au poste de deuxième ligne dans les années 2010 et 2020.
Il fait ses premiers pas professionnels en National Rugby League en 2018 avec les Roosters de Sydney en 2018. Appelé régulièrement à partir de la saison 2019 en équipe première, il prend donc part aux titres de National Rugby League remportés par les Roosters en 2018 et 2019 sans avoir participé aux finales, en revanche il est bien présent sur le terrain lors de la victoire en World Club Challenge 2020.

## Biographie
Formé au rugby à XV, c'est tardivement qu'il rejoint le rugby à XIII via le club de « Marists Saints » contre l'avis de son père le pensant trop frêle pour jouer au XIII. Il est rapidement repéré par un recruteur des Roosters de Sydney. Après des débuts en 2018, il est régulièrement appelé en équipe première à partir de 2019 et compte deux titres de National Rugby League acquis en 2018 et 2019, ainsi que le World Club Challenge 2020.

## Palmarès
| Roosters (3)                                                                                 |
| -------------------------------------------------------------------------------------------- |
| - World Club Challenge - Vainqueur : 2020 - National Rugby League - Vainqueur : 2018 et 2019 |

### En club

#### Statistiques
| Saison | Club            | Compétition           | Matchs | Points | Essais | Goals | Drops |
| ------ | --------------- | --------------------- | ------ | ------ | ------ | ----- | ----- |
| 2018   | Sydney Roosters | National Rugby League | 1      | 0      | 0      | 0     | 0     |
| 2019   | Sydney Roosters | National Rugby League | 16     | 4      | 1      | 0     | 0     |
| 2020   | Sydney Roosters | National Rugby League | 0      | 0      | 0      | 0     | 0     |
| 2020   | Sydney Roosters | World Club Challenge  | 1      | 0      | 0      | 0     | 0     |